# Козлець (Росія)
Козле́ць (рос. Козлец) — присілок у складі Бабушкінського району Вологодської області, Росія. Входить до складу Підболотного сільського поселення.

## Населення
Населення — 117 осіб (2010; 168 у 2002).
Національний склад (станом на 2002 рік):
- росіяни — 100 %